# Stan Drulia
Stanley W. Drulia, detto Stan (Elmira, 5 gennaio 1968), è un allenatore di hockey su ghiaccio ed ex hockeista su ghiaccio statunitense, responsabile del settore scouting dei giocatori professionisti per i Nashville Predators.

## Carriera

### Giocatore
Si mise in luce nella lega giovanile Ontario Hockey League, tanto da essere scelto al draft 1986 dai Pittsburgh Penguins. Non sottoscrisse tuttavia mai un contratto. La sua prima stagione da professionista, durante la quale giocò tra International Hockey League (Phoenix Roadrunners) ed American Hockey League (Cape Breton Oilers), fu funestata da diversi infortuni. Riuscì comunque a sottoscrivere un contratto con gli Edmonton Oilers nel mese di febbraio, ma non esordì mai in NHL.
Nella stagione successiva giocò in ECHL coi Knoxville Cherokees. Fu una stagione di successo a livello personale: vinse il titolo come maggior numero di punti segnati (ECHL Leading Scorer Award), fu scelto per l'All-Star Game ed infine venne eletto miglior giocatore del torneo (CCM Most Valuable Player). Nel 1991-1992 fece ritorno in AHL coi New Haven Nighthawks, e per la stagione successiva sottoscrisse un contratto coi Tampa Bay Lightning, riuscendo ad esordire in NHL, pur disputando la maggior parte della stagione con la maglia degli Atlanta Knights, farm team dei Lightning. Rimase ad Atlanta anche nelle tre stagioni successive, le ultime due da capitano, aggiudicandosi anche una Turner Cup.
Passò poi ai Detroit Vipers, sempre in IHL, dove rimase per altre tre stagioni (anche in questo caso, le ultime due da capitano), vincendo la seconda Turner Cup personale.
Nel settembre del 1999 fece ritorno in NHL, nuovamente ai Tampa Bay Lightning, dove rimase per due anni. Un infortunio alla schiena patito il 2 dicembre 2000 contro i Detroit Red Wings gli fece perdere la maggior parte della stagione, al termine della quale si ritirò.

### Allenatore
La sua prima esperienza come capo allenatore fu nel 2002-2003, quando vinse con gli Orlando Seals sia la stagione regolare che i play-off dell'unica stagione disputata della Atlantic Coast Hockey League. Per due stagioni guidò gli Augusta Lynx in ECHL, fallendo la qualificazione ai play-off in entrambe le occasioni.
Passò poi per una stagione ai Toledo Storm, come assistente allenatore, per tornare capo allenatore dal 2006 con due squadre di Port Huron: dapprima i Port Huron Flags in United Hockey League, poi i Port Huron Icehawks in International Hockey League.
Nel 2010 Passò ai Wheeling Nailers in ECHL, che lo confermarono anche per la stagione 2011-2012, sollevandolo però dall'incarico dopo 17 incontri. Terminò la stagione in American Hockey League, come assistente allenatore dei Milwaukee Admirals, venendo poi confermato nelle stagioni successive fino al 2018, quando passò ai Nashville Predators come scout.

## Palmarès

### Giocatore

#### Club
- Turner Cup: 2

Atlanta Knights: 1993-1994
Detroit Vipers: 1996-1997

#### Individuale
- CCM Most Valuable Player: 1

1990-1991
- ECHL Leading Scorer Award: 1

1990-1991
- Norman R. "Bud" Poile Trophy: 2

1993-1994, 1998-1999
- Ironman Award: 1

1998-1999

### Allenatore
- Atlantic Coast Hockey League Commissioner's Cup: 1

Orlando Seals: 2002-2003
- Atlantic Coast Hockey League President's Cup: 1

Orlando Seals: 2002-2003